# میکروست آر
میکروست آر (به انگلیسی: Microsat-R) Microsat-R یک ماهواره دیدبانی زمین است که توسط سازمان تحقیق و توسعه دفاعی هند (DRDO) ساخته شده و توسط سازمان تحقیقات فضایی هند در ۲۴ ژانویهٔ ۲۰۱۹ راه‌اندازی شده‌است. میکروست آر در درجهٔ اول یک ماهوارهٔ اختصاصی نظامی برای «مجتمع واحد فضایی» نیروی‌های ارتش هند است.

## راه‌اندازی
میکروست آر، همراه با کلام‌ست وی۲ به عنوان یک کوله‌بار خرد، در تاریخ ۲۴ ژانویه ۲۰۱۹ در ساعت ۲۳:۳۷ راه‌اندازی شد. این پرتاب انجام چهل و ششمین مأموریت وسیله پرتاب ماهواره قطبی PSLV را نشان می‌دهد. پس از ۱۳ دقیقه ۲۶ ثانیه در پرواز، میکروست آر در ارتفاع ۲۷۷٫۲ کیلومتری از سطح زمین قرار گرفت. این نخستین پرواز یکی از مدل‌های جدیدی از وسیله پرتاب ماهوارهٔ قطبی به نام (PSLV-DL) با دو پیشران با قابلیت نصب کمربندی؛ هر یک دارای ۱۲٫۲ تن سوخت جامد بود. همچنین، این اولین بار بود که مرحلهٔ چهارم وسیلهٔ پرتاب ماهوارهٔ قطبی به عنوان یک سکوی مداری برای پرتاب آزمابشی میکروگرانشی استفاده شد.